# Fadogia tomentosa
Fadogia tomentosa là một loài thực vật có hoa trong họ Thiến thảo. Loài này được De Wild. mô tả khoa học đầu tiên năm 1907.